# Distrito de Chontabamba
El distrito de Chontabamba es uno de los ocho distritos que conforman la provincia de Oxapampa, ubicada en el departamento de Pasco, bajo la administración del Gobierno Regional de Pasco, Perú.
Desde el punto de vista jerárquico de la Iglesia católica forma parte del Vicariato apostólico de San Ramón.

## Historia
El distrito fue creado mediante Ley N.° 10030 del 27 de noviembre de 1944, durante el gobierno del presidente Manuel Prado Ugarteche.

## Geografía
Ubicado en la región Selva Alta, con una superficie aproximada de 364,96 km² y con una altitud aproximadamente de 1865 m s. n. m. este está considerado como pueblo y cuenta con 3474 de habitantes según el último censo realizado en Perú en 2017.

## Autoridades

### Municipales
- 2011-2014[2]
  - Alcalde: Juan Dávila Oré, de la Alianza Perú Posible (PP).
  - Regidores: Noe Miguel Rodríguez Salazar (PP), María Magdalena Ruffner Casimiro (PP), Ronal Manuel Torres Climaco (PP), Héctor Martin Ascanoa Rafo (PP), Pedro Elicer Cirineo Frey (Somos Perú)[3]
- 2007-2010
  - Alcalde: Wilson Huamán Mego, del Movimiento independiente Concertación en la Región.
- 2015-2018
  - Alcalde: Óscar Ruffner Cárdenas
- 2019-2022
  - Alcalde: Tony Guerrero Verde

### Policiales
- Comisario:   PNP.

### Religiosas
- Vicariato apostólico de San Ramón[4]
  - Vicario apostólico: Obispo Mons. Gerardo Žerdín Bukovec, OFM.